# Team Dimension Data/2016
Deze pagina geeft een overzicht van de Team Dimension Data-wielerploeg in 2016. 

## Transfers
| Inkomend            | Team 2015              | Uitgaand       | Team 2016               |
| ------------------- | ---------------------- | -------------- | ----------------------- |
| Mark Cavendish      | Etixx-Quick Step       | Louis Meintjes | Lampre-Merida           |
| Mark Renshaw        | Etixx-Quick Step       | Matthew Goss   | ONE Pro Cycling         |
| Nathan Haas         | Team Cannondale-Garmin | Gerald Ciolek  | Cult Energy Pro Cycling |
| Bernhard Eisel      | Team Sky               | Andreas Stauff | Onbekend                |
| Kanstantsin Siwtsow | Team Sky               |                |                         |
| Cameron Meyer       | Orica-GreenEdge        |                |                         |
| Omar Fraile         | Caja Rural-Seguros RGA |                |                         |
| Mekseb Debesay      | Bike Aid               |                |                         |
| Igor Antón          | Team Movistar          |                |                         |

## Renners
| Naam                        | Geboortedatum | Nationaliteit       | Ploeg 2015                 |
| --------------------------- | ------------- | ------------------- | -------------------------- |
| Igor Antón                  | 02-03-1983    | Spanje              | Team Movistar              |
| Natnael Berhane             | 05-01-1991    | Eritrea             |                            |
| Edvald Boasson Hagen        | 17-05-1987    | Noorwegen           |                            |
| Theo Bos                    | 22-08-1983    | Nederland           |                            |
| Matthew Brammeier           | 07-06-1985    | Ierland             |                            |
| Mark Cavendish              | 21-05-1985    | Verenigd Koninkrijk | Etixx-Quick Step           |
| Steven Cummings             | 19-03-1981    | Verenigd Koninkrijk |                            |
| Mekseb Debesay              | 16-06-1991    | Eritrea             | Bike Aid                   |
| Nicholas Dougall            | 21-11-1992    | Zuid-Afrika         |                            |
| Bernhard Eisel              | 17-02-1981    | Oostenrijk          | Team Sky                   |
| Tyler Farrar                | 02-06-1984    | Verenigde Staten    |                            |
| Omar Fraile                 | 17-07-1990    | Spanje              | Caja Rural-Seguros RGA     |
| Nathan Haas                 | 12-03-1989    | Australië           | Team Cannondale-Garmin     |
| Reinardt Janse van Rensburg | 03-02-1989    | Zuid-Afrika         |                            |
| Jacques Janse Van Rensburg  | 06-09-1987    | Zuid-Afrika         |                            |
| Songezo Jim                 | 17-09-1990    | Zuid-Afrika         |                            |
| Merhawi Kudus               | 23-01-1994    | Eritrea             |                            |
| Cameron Meyer (tot 15/06)   | 11-01-1988    | Australië           | Orica-GreenEdge            |
| Adrien Niyonshuti           | 02-01-1987    | Rwanda              |                            |
| Serge Pauwels               | 21-11-1983    | België              |                            |
| Youcef Reguigui             | 09-01-1990    | Algerije            |                            |
| Mark Renshaw                | 22-10-1982    | Australië           | Etixx-Quick Step           |
| Kristian Sbaragli           | 08-05-1990    | Italië              |                            |
| Kanstantsin Siwtsow         | 09-08-1982    | Wit-Rusland         | Team Sky                   |
| Daniel Teklehaimanot        | 10-11-1988    | Eritrea             |                            |
| Jay Robert Thomson          | 12-04-1986    | Zuid-Afrika         |                            |
| Johann van Zyl              | 02-02-1991    | Zuid-Afrika         |                            |
| Jaco Venter                 | 13-02-1987    | Zuid-Afrika         |                            |
| Stagiairs                   |               |                     |                            |
| Metkel Eyob                 | 04-09-1993    | Eritrea             | Dimension Data for Qhubeka |
| Amanuel Gebrezgabihier      | 17-08-1994    | Eritrea             | Dimension Data for Qhubeka |
| Ryan Gibbons                | 13-08-1994    | Zuid-Afrika         | Dimension Data for Qhubeka |

## Overwinningen
Ronde van Qatar
1e etappe: Mark Cavendish
3e etappe: Edvald Boasson Hagen
Eindklassement: Mark Cavendish
Ronde van Oman
2e etappe: Edvald Boasson Hagen
5e etappe: Edvald Boasson Hagen
Ronde van Langkawi
Eindklassement: Jacques Janse Van Rensburg
Tirreno-Adriatico
4e etappe: Steven Cummings
Ronde van het Baskenland
3e etappe: Steven Cummings
Ronde van Kroatië
2e etappe: Mark Cavendish
Ronde van Noorwegen
4e etappe: Edvald Boasson Hagen
5e etappe: Edvald Boasson Hagen
Ronde van Californië
8e etappe: Mark Cavendish
Critérium du Dauphiné
4e etappe: Edvald Boasson Hagen
7e etappe: Steven Cummings
Nationale kampioenschappen wielrennen
Eritrea - tijdrit: Daniel Teklehaimanot
Eritrea - wegrit: Daniel Teklehaimanot
Noorwegen - tijdrit: Edvald Boasson Hagen
Noorwegen - wegrit: Edvald Boasson Hagen
Rwanda - tijdrit: Adrien Niyonshuti
Wit-Rusland - tijdrit: Kanstantsin Siwtsow
Wit-Rusland - wegrit: Kanstantsin Siwtsow
Zuid-Afrika - wegrit: Jaco Venter
Ronde van Frankrijk
1e etappe: Mark Cavendish
3e etappe: Mark Cavendish
6e etappe: Mark Cavendish
7e etappe: Steve Cummings
14e etappe: Mark Cavendish
Ronde van Burgos
4e etappe: Nathan Haas
Ronde van Groot-Brittannië
Eindklassement: Steve Cummings
Ronde van Spanje
Bergklassement: Omar Fraile
Eneco Tour
7e etappe: Edvald Boasson Hagen
Ronde van Abu Dhabi
2e etappe: Mark Cavendish
4e etappe: Mark Cavendish
UCI Asia Tour
Eindklassement: Mark Cavendish
Ronde van Rwanda
5e etappe: Metkel Eyob
2007 · 2008 · 2009 · 2010 · 2011 · 2012 · 2013 · 2014 · 2015 · 2016 · 2017 · 2018 · 2019 · 2020 · 2021
AG2R-La Mondiale · Astana Pro Team · BMC Racing Team · Cannondale Pro Cycling Team · Dimension Data · Etixx-Quick Step · FDJ · Team Giant-Alpecin · IAM Cycling · Team Katjoesja · Lampre-Merida · Team LottoNL-Jumbo · Lotto Soudal · Movistar Team · Orica GreenEDGE · Team Sky · Tinkoff · Trek-Segafredo